# Nina Kaltiala
Nina Kaltiala, född 1962, är en svensk författare och lärare.
Nina Kaltiala debuterade 1994 med romanen Midsommar på Norstedts förlag. Berättelsen utspelas på ett sjukhus under en midsommarnatt. 1996 följde romanen Vita gräs. Romanens huvudperson Aja är lärare vid en invandrarskola i Norrland och träffar där kollegan Wael, lärare i arabiska. De närmar sig sakta varandra medan avståndet mellan henne och sambon Kristian växer. Bland verkets litterära referenser kan det summeriska fornverket Gilgamesheposet nämnas, som spelar en viktig roll i dialogen mellan de Aja och Wael.